# Episodi di The Wayans Bros. (quarta stagione)
La quarta stagione della serie televisiva The Wayans Bros. è stata trasmessa in anteprima negli Stati Uniti d'America dalla The WB Television Network tra il 17 settembre 1997 e il 20 maggio 1998.
| nº | Titolo originale            | Titolo italiano | Prima TV USA      | Prima TV Italia |
| -- | --------------------------- | --------------- | ----------------- | --------------- |
| 1  | Marlon's Return             |                 | 17 settembre 1997 |                 |
| 2  | Prom Fright                 |                 | 24 settembre 1997 |                 |
| 3  | Pops' Daughter              |                 | 1º ottobre 1997   |                 |
| 4  | Stand Up Guy                |                 | 8 ottobre 1997    |                 |
| 5  | Unspoken Token              |                 | 15 ottobre 1997   |                 |
| 6  | Odd Man Out                 |                 | 22 ottobre 1997   |                 |
| 7  | Pops' Last Hurrah           |                 | 5 novembre 1997   |                 |
| 8  | I Was En Vogue's Love Slave |                 | 12 novembre 1997  |                 |
| 9  | Can I Get a Witness?        |                 | 19 novembre 1997  |                 |
| 10 | Ted's Revenge               |                 | 10 dicembre 1997  |                 |
| 11 | All in the Family Feud      |                 | 14 gennaio 1998   |                 |
| 12 | Raging Marlon               |                 | 21 gennaio 1998   |                 |
| 13 | The Son of Marlon           |                 | 28 gennaio 1998   |                 |
| 14 | Dee's Dee-lemma             |                 | 4 febbraio 1998   |                 |
| 15 | Independence Day            |                 | 11 febbraio 1998  |                 |
| 16 | Help a Brother Out          |                 | 18 febbraio 1998  |                 |
| 17 | The Rich Girl               |                 | 25 febbraio 1998  |                 |
| 18 | Busta Saves the Day         |                 | 4 marzo 1998      |                 |
| 19 | Talk Is Cheap               |                 | 29 aprile 1998    |                 |
| 20 | Bringing It All Back Home   |                 | 6 maggio 1998     |                 |
| 21 | Recipe for Success          |                 | 13 maggio 1998    |                 |
| 22 | Fire!                       |                 | 20 maggio 1998    |                 |